# Koncertlemez (Pokolgép-album)
A Koncertlemez a Pokolgép zenekar ötödik nagylemeze. Ez volt az zenekar klasszikus felállásának utolsó közös lemeze, ezután már csak az 1995-ös búcsúkoncert anyagából készített Az utolsó merénylet lemezen hallható együtt a régi Pokolgép. A lemez dalait a Metál az ész lemez 1990. június 9-én a Körcsarnokban rendezett budapesti lemezbemutató koncertjén rögzítették. Azt, hogy a koncertről melyik dalok kerüljenek fel a lemezre, a rajongók szavazták meg.

## Az album dalai
1. Metál az ész - 4:19
2. Kár minden szó - 4:45
3. Tépett madár - 4:32
4. Vallomás - 3:10
5. Itt és most - 5:22
6. Gép - Induló - 4:42
7. A háború gyermeke - 4:33
8. Éjféli harang - 5:24
9. Ítélet helyett - 4:46
10. Mindhalálig rock 'n' roll - 4:55

## Közreműködők
- Kalapács József – ének
- Kukovecz Gábor – gitár
- Nagyfi László – gitár
- Pazdera György – basszusgitár
- Tarca Laszló – dobok